# ワカ州
ワカ州（フランス語: Ouaka、サンゴ語: Wäkä）は、中央アフリカ共和国の州。国土の中央部に位置し、南をコンゴ民主共和国と接する。州都はバンバリ。面積は約5万平方キロメートル、人口は約45万人（2021年推計）。人口はバンギ州に次いで多い。名称は州内を流れるワカ川より採られた。

## 歴史
1946年10月16日に設置されたワカ＝コト地域（Ouaka-Kotto）を前身とする。1961年1月23日、行政区画の再編によりワカ州として設置された。

## 隣接州
- バミンギ・バンゴラン州
- オート・コト州
- バス・コト州
- 北ウバンギ州
- ケモ州
- ナナ・グリビジ州

## 下位区分

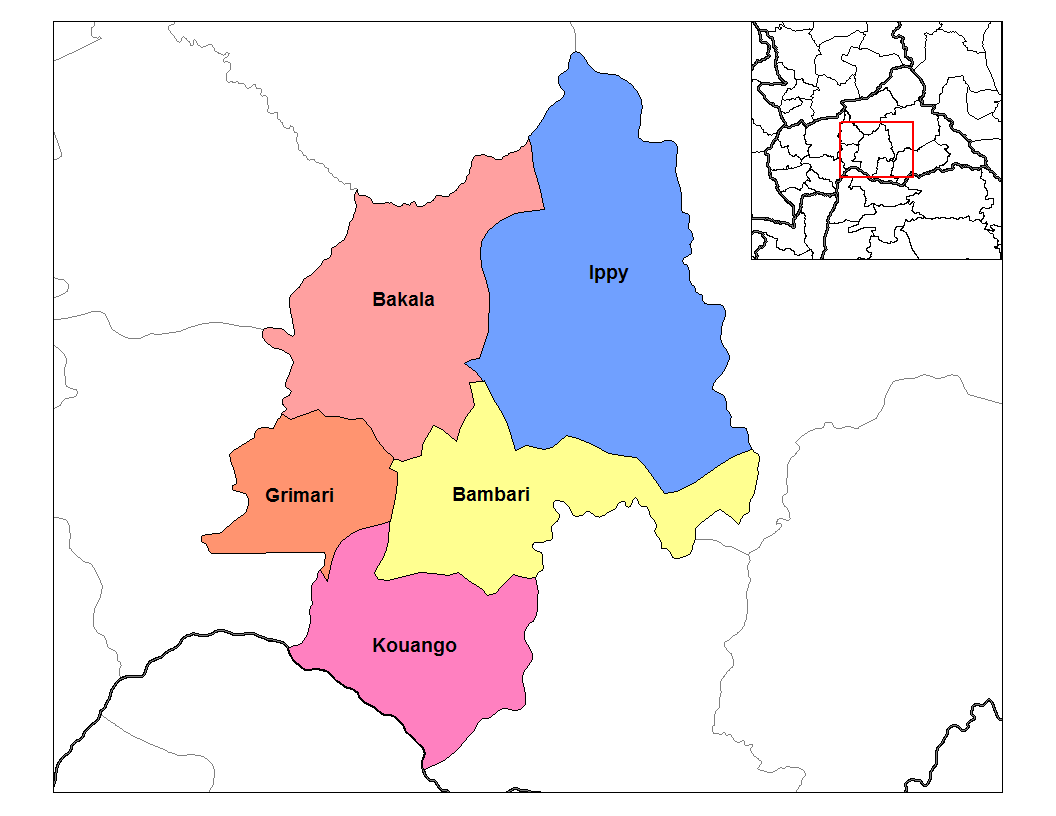
ワカ州の郡

5郡に分けられる。
| 郡名     | フランス語名 | 人口 (2021年推計) | 所属コミューン                                                 |
| -------- | ------------ | ----------------- | -------------------------------------------------------------- |
| バカラ   | Bakala       | 11,492            | Koudou-Bégo（バカラ）                                          |
| バンバリ | Bambari      | 216,534           | バンバリ、Danga-Gboudou、Haute-Baïdou、Ngougbia、Pladama-Ouaka |
| グリマリ | Grimari      | 51,275            | グリマリ、Kobadja、Lissa、Pouyamba                             |
| イッピー | Ippy         | 59,290            | Baïdou-Ngoumbourou、イッピー、Yéngou                           |
| コアンゴ | Kouango      | 107,763           | Azengué-Mindou、Cochio-Toulou、コアンゴ                        |

## 出身人物
- アベル・グンバ - グリマリ出身、同国元首相・元副大統領。
- セレスタン・ガオムバレ（フランス語版） - グリマリ出身、同国元首相。